# Adria Arjona
Adria Arjona Torres (sinh ngày 25/4/1992) là nữ diễn viên người Puerto Rico. Cô từng đóng các vai Dorothy Gale trong sê-ri truyền hình Emerald City (2017) và Anathema Device trong Good Omens (2019).
Ở lĩnh vực điện ảnh, cô tham gia một số vai phụ trong các phim Pacific Rim: Uprising (2018), Life of the Party (2018), Triple Frontier (2019), vai chính trong 6 Underground (2019) và Morbius (2022).

## Thời thơ ấu
Arjona sinh ra ở thành phố San Juan, Puerto Rico, sau đó chuyển tới sống ở Mexico City cho tới năm 12 tuổi. Mẹ cô, Leslie Torres, là người Puerto Rico, còn cha cô, Ricardo Arjona, là ca sĩ người Guatemala. Năm 12 tuổi, gia đình cô chuyển tới sống tại Miami. Năm 18 tuổi, cô chuyển tới New York. Tại đây, cô vừa theo học Học viên Sân khấu Điện ảnh Lee Strasberg, vừa làm bồi bàn.

## Sự nghiệp
Arjona từng thủ vai Emily trong mùa 2 của sê-ri truyền hình True Detective (2015) và vai Dani Silva trong hai tập của phim Person of Interest (năm 2014 và 2015). Cô sau đó tham gia các phim Emerald City, vai Dorothy Gale và Good Omens, vai Anathema Device.
Năm 2021 Arjona tham gia phim Sweet Girl (đài Netfilx), bên cạnh diễn viên chính Jason Momoa.

## Danh sách phim

### Điện ảnh
| Năm  | Tên                                     | Vai              | Ct        |
| ---- | --------------------------------------- | ---------------- | --------- |
| 2012 | Loss                                    | —                | Phim ngắn |
| 2015 | Wedding in New York                     | Patricia         |           |
| 2015 | Eos                                     |                  | Phim ngắn |
| 2016 | The Belko Experiment                    | Leandra Florez   |           |
| 2018 | Pacific Rim: Trỗi dậy                   | Jules Reyes      |           |
| 2018 | Life of the Party                       | Amanda           |           |
| 2019 | Triple Frontier                         | Yovanna          |           |
| 2019 | 6 Underground – Đại chiến thế giới ngầm | Amelia/Five      |           |
| 2021 | Sweet Girl                              | Amanda Cooper    |           |
| 2022 | Morbius                                 | Martine Bancroft |           |
| 2024 | Tín hiệu cầu cứu                        | Sarah            |           |